# باشگاه فوتبال موج‌های اباسین
موج‌های اباسین یک باشگاه فوتبال حرفه ای از افغانستان است.  آخرین بار در لیگ برتر افغانستان بازی کرد.  این باشگاه که در شهر خوست مستقر است، نماینده ولایات خوست، پکتیا، پکتیکا و لوگر در منطقه جنوب شرقی افغانستان است.
- Wikipedia contributors, "De Abasin Sape F.C.," Wikipedia, The Free Encyclopedia, http://en.wikipedia.org/w/index.php?title=De_Abasin_Sape_F.C.&oldid=517599533 (accessed October 21, 2012).